# Fleckenibis
Der Fleckenibis (Bostrychia rara) ist eine Vogelart aus der Familie der Ibisse und Löffler.

## Merkmale
Der Fleckenibis ist 46 bis 50 Zentimeter groß und damit der kleinste Ibis der Gattung Bostrychia. Charakteristisch ist die ockerbraune Fleckung des dunklen Grundgefieders an Brust und Hals. Der nach unten gekrümmte Schnabel ist dunkelrot, am Auge befindet sich ein auffallender, heller Fleck. Beim Weibchen sind die Flecken weniger ausgeprägt, der Schnabel ist kürzer und blasser rot. Die Jungvögel ähneln dem Weibchen mit Schopffedern am Hinterkopf. 

## Vorkommen
Der Fleckenibis hat ein relativ großes Verbreitungsgebiet im westlichen und zentralen Afrika südlich der Sahara, ist außer im Gabun und Kongo aber nirgends sehr häufig.

## Lebensraum
Waldgebiete im Flachland, immer in Wassernähe, Sümpfe mit dichter Vegetation, Flussufer, besonders in der Nähe von Flussmündungen.

## Nahrung und Nahrungserwerb
Die Nahrung des Fleckenibisses besteht aus Insekten und deren Larven, Würmern, Schnecken und deren Eiern, Reptilien und Amphibien. Zum Nahrungserwerb stochern die Vögel im weichen Boden oder im flachen Wasser von Sümpfen oder Flussufern. In der Regel sind sie allein oder in Paaren unterwegs, meistens am Tage; bei hellem Mondlicht wurde auch nächtliche Aktivität beobachtet.

## Fortpflanzung
Die locker gebauten und relativ kleinen Nester findet man auf horizontalen Ästen in Bäumen in einer Höhe zwischen 1 und 6 m. In der Regel werden zwei Eier in 25 bis 28 Tagen ausgebrütet. Die Jungvögel haben zunächst ein dunkles Daunenkleid, das nach etwa sechs Tagen durch ein dichteres, weißes ersetzt wird.